# Starahrad
Starahrad (biał. Стараград; ros. Староград, Starograd; hist. Starogród, Starograd) – wieś na Białorusi, w rejonie kormańskim obwodu homelskiego, około 14 km na zachód od Kormy.

## Historia
Dobra te należały do Rzeczypospolitej. Po I rozbiorze Polski w 1772 roku znalazły się na terenie Imperium Rosyjskiego. Pierwsza wzmianka o Starogrodzie pochodzi z 1847 roku. W pierwszej połowie XIX wieku wieś należała do rodziny Chmyzowskich albo Chmyżowskich. W 1850 roku funkcjonował we wsi folusz, w 1874 roku działały 2 młyny, około 1890 roku w majątku należącym do Chmyzowskich funkcjonowała stajnia rozpłodowa (perszerony i rysaki). Pod koniec XIX wieku majątek przeszedł na własność rodziny Słuczanowskich herbu Trzy Gwiazdy i pozostał w ich władaniu do I wojny światowej.
Od 1917 roku Starogród znalazł się w ZSRR. W 1931 roku utworzono tu kołchoz, działał młyn wiatrakowy i kuźnia. W 1959 roku działał tu sowchoz „Starogradskij”
Od 1991 roku – na Białorusi. Jest siedzibą sielsowietu.

## Dawny dwór
Chmyżowscy wybudowali tu dwór prawdopodobnie w I połowie XIX wieku. Był to prostokątny, parterowy, jedenastoosiowy budynek wzniesiony na wysokiej podmurówce. Jego środkowa, pięcioosiowa część była piętrowa, z gankiem, w którym na dwóch parach kolumn opierał się duży balkon zwieńczony trójkątnym szczytem. Od strony ogrodu wybudowano w części centralnej duży, sześciokolumnowy portyk w wielkim porządku z podobnym szczytem. Wnętrza były ogrzewane przez piece kaflowe i murowane kominki. Dwór był otoczony krajobrazowym ogrodem z kilkoma starymi alejami lipowymi.
Dwór został najprawdopodobniej zniszczony w czasie I wojny światowej albo w czasie lub wkrótce po rewolucji październikowej.
Majątek w Starogrodzie jest opisany w 1. tomie Dziejów rezydencji na dawnych kresach Rzeczypospolitej Romana Aftanazego.